# Kbis
Le Kbis (ou K bis) est un document officiel attestant l'existence juridique d'une entreprise commerciale ou d'une société en France. L'« extrait Kbis » consiste en un extrait du registre du commerce et des sociétés (tenu par le greffe du tribunal de commerce) ; il est la seule « carte d'identité » officielle de l'entreprise ; unique document attestant officiellement de l'identité et de l'adresse de la personne (physique ou morale) immatriculée, de son activité, « ainsi que de l'existence ou non d'une procédure collective engagée à son encontre ». 

## Terminologie
Le terme Kbis provient de la référence de l'imprimé qui était utilisé à l'origine.
« On parle d'extrait Kbis pour une personne morale et d'extrait K pour une personne physique ».
Ces deux documents ne peuvent être délivrés « que par le greffe du Tribunal de commerce, sur simple demande, par toute personne intéressée ».

## Informations contenues dans le Kbis
L'extrait Kbis énonce les caractéristiques de l'entreprise : greffe d'immatriculation, numéro d'identification (numéro SIREN), raison sociale, sigle, enseigne, forme juridique (SARL, SA, GIE, SCI, etc.), devise et montant du capital social, adresse du siège, durée de la société, date de constitution, code APE, activité détaillée (texte), adresse du principal établissement, nom de domaine.
Il énonce les caractéristiques de l’administration de l’entreprise : fonction, nom, prénom, date de naissance, commune de naissance, nationalité et adresse du dirigeant.
Il permet l'achat de marchandises, la réponse à des appels d'offres, pour les entreprises auprès de fournisseurs ou constructeurs souvent exclusivement dans le domaine mentionné dans ledit document.
Remarque : il est également possible de commander à Infogreffe « l'ensemble des évènements significatifs survenus dans la vie d'une entreprise, qui ne mentionne pas les procédures collectives, mais ces dernières sont affichées dans les observations sur l'extrait Kbis. »

## Durée de validité du Kbis
Un extrait Kbis n'a pas de durée de validité, mais quand la production de ce document est demandée, pour être opposable il doit dater de moins de trois mois. Depuis l'ouverture de la base de données des registres du commerce et des sociétés aux entreprises privées, il est désormais possible d'utiliser des services privés pour demander un extrait Kbis en ligne. Le Kbis peut également être obtenu en contactant le greffe du tribunal de commerce dont l'entreprise dépend.

## Cas particulier
- Pour les agents commerciaux, l'équivalent de l'extrait Kbis  est l'extrait du Registre spécial des agents commerciaux, qui regroupe toutes les mentions, à jour à la date de sa délivrance, portées au Registre spécial des agents commerciaux tenu par les greffes des Tribunaux de commerce[1].

- Pour le registre spécial des EIRL, comme l'équivalent de l'extrait Kbis est l'extrait du registre spécial des EIRL, qui regroupe toutes mentions, à jour à la date de sa délivrance, portées au Registre spécial des entrepreneurs individuels à responsabilité limitée tenu par les greffes des Tribunaux de commerce[1].